# Orde van de Republiek (Joegoslavië)

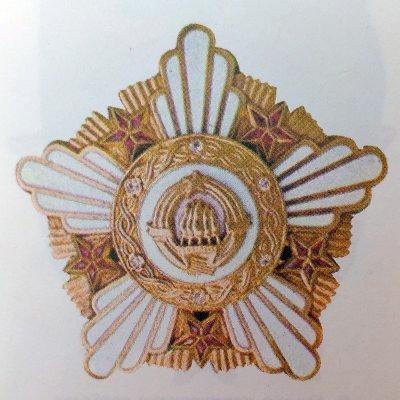
Orde van de Republiek

De Orde van de Republiek (Servo-Kroatisch: Orden za Republiku) werd door de regering van Joegoslavië sinds 1945 verleend. Het praesidium van de Joegoslavische federatie kende maarschalk Tito deze op de borst gedragen ster in 1945 toe. Zie de Lijst van ridderorden en onderscheidingen van maarschalk Tito. In het geval van Tito werd een bijzondere uitvoering, een "gouden ster" verleend.
De orde werd verleend voor verdiensten in dienst van de federatie.
- De leden van deze orde dragen een ster op de linkerborst.

## De versierselen
Het kleinood is een gouden ster. Deze ster is op een gouden cirkel gelegd. Tussen de vijf armen van de ster zijn brede zilveren stralen aangebracht. Op de ster is in zilver een zegevierende soldaat met een vlag aangebracht.